# Backyard Babies
A Backyard Babies svéd punk rock/hard rock/glam punk együttes. 

## Története
1987-ben alakult Nässjö-ben, Tyrant néven. Az akkori felállás a következő volt: Tobias Fischer - gitár, ének, Dregen - gitár, Johan Blomqvist - gitár, Peder Carlsson - dob. Tyrant néven egy demót adtak ki. Tobias helyére hamarosan Nicke Borg került, Blomqvist pedig a basszusgitárosi szerepet töltötte be. 1989-ben Backyard Babies-re változtatták a nevüket. 1991-ben kiadták első EP-jüket, 1993-ban pedig lemezszerződést kötöttek a Megarock Records kiadóval. 1994-ben megjelent első nagylemezük. Nicke Andersson Dregennel 1994-ben új zenekart alapított, The Hellacopters néven. Ekkor a Backyard Babies kisebb szünetre vonult, 1997-ben újraalakult. Újjáalakulásuk óta hét nagylemezt adtak ki. 

## Tagok
- Nicke Borg - ének, gitár (1989-)
- Dregen - gitár, vokál (1987-)
- Johan Blomqvist - basszusgitár (1989-), ritmusgitár (1987-1989)
- Peder Carlsson - dob, ütős hangszerek (1987-)

## Korábbi tagok
- Tobias Fischer - ének, gitár (1987-1989)

## Diszkográfia
- Diesel & Power (1994)
- Total 13 (1998)
- Making Enemies is Good (2001)
- Stockholm Syndrome (2003)
- People Like People Like People Like Us (2006)
- Backyard Babies (2008)
- Four by Four (2015)
- Sliver & Gold (2019)

## Egyéb kiadványok
Koncertalbumok
- Live Live in Paris (2005)

Válogatáslemezek
- Independent Days (2001)
- From Demos to Demons: 1989-2002 (2002)
- Tinnitus (2005)
- Them XX (2009)

Demók
- Tyrant (1989)
- Backyard Babies (1990)
- Bite & Chew (1991)
- Diesel & Power (1992)

Középlemezek
- Something to Swallow (1991)
- Knockouts EP (1997)
- Total 05 (1998)
- Safety Pin & Leopard Skin (1998)

Videóalbumok
- Live (from LiveZone) (2005)
- Jetlag: the Movie (2005)